# Kwaterka
Kwaterka war ein polnisches Volumenmaß und gehörte zu den kleineren Maßen.
Das Maß bedeutet so viel wie Viertel und war nicht mehr als der Inhalt eines kleinen Bierglases. 
- 1 Kwaterka = 0,25 Liter

Die Maßkette war 
- 1 Korzec = 4 Cwierc = 32 Garniec = 128 Kwarta = 512 Kwaterka = 128 Liter